# 3-й Кирпичный переулок
3-й Кирпичный переулок — переулок в районе Соколиная Гора Восточного административного округа города Москвы.

## Описание
Расположен между Измайловским шоссе и Кирпичной улицей. Асфальтирован, имеет по одной полосе для движения в каждом направлении. К переулку примыкают две дороги в жилой зоне, выходящие на Измайловское шоссе. Домов с его наименованием нет.

## История
До 1917 года именовался как Московский проезд, позже переименовывался в Сидоренков проезд и Окружной проезд. С 1925 года переименован в 3-й Кирпичный переулок.

## Транспорт
До 3-го Кирпичного переулка ходит 1 автобус: 634.